# Ronald Melzack

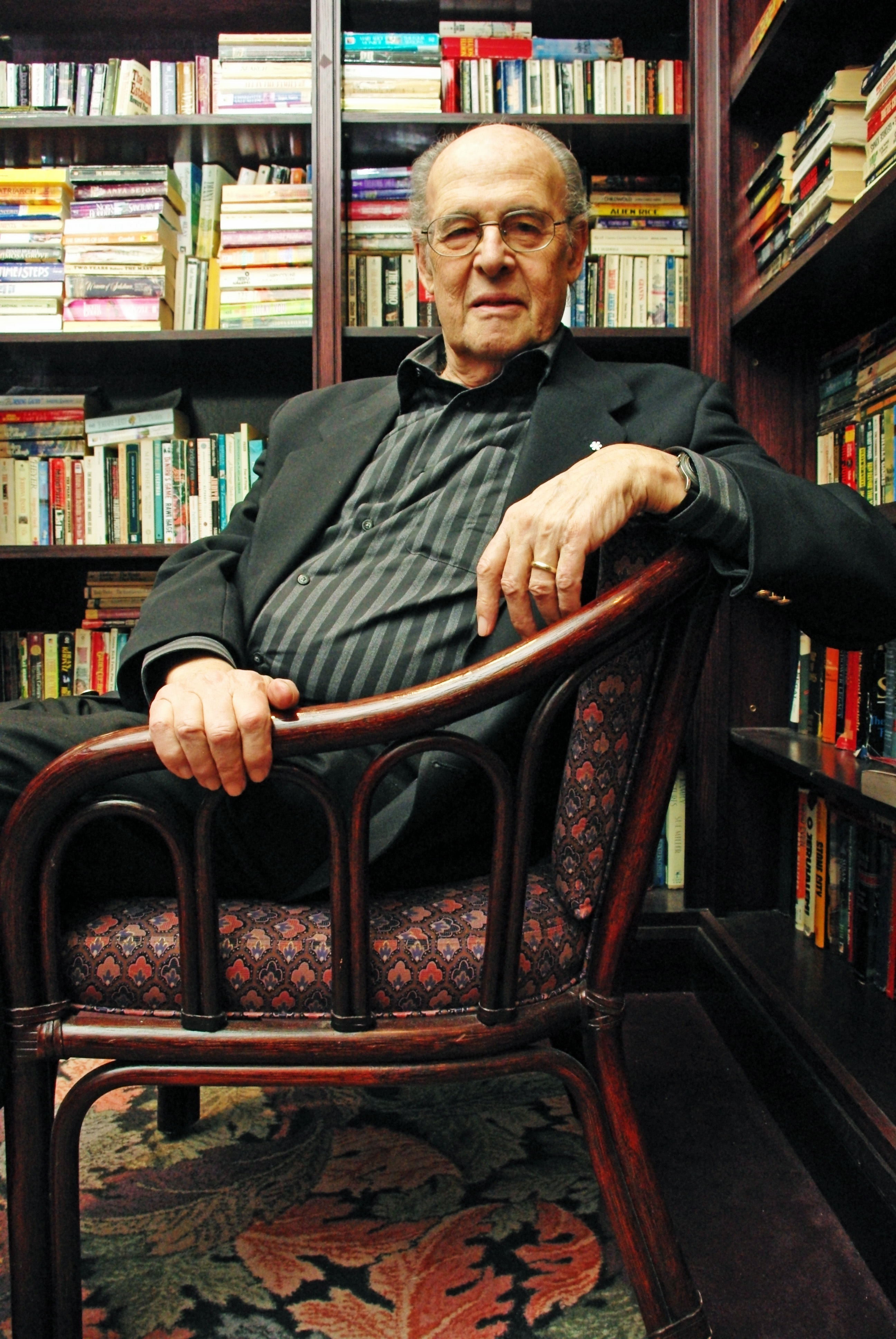
Ronald Melzack

Ronald Melzack (* 19. Juli 1929 in Montreal, Provinz Québec, Kanada; † 22. Dezember 2019 ebenda) war ein kanadischer Psychologe und Schmerzforscher.
Melzack studierte Psychologie an der McGill University mit dem Bachelor-Abschluss 1950, dem Master-Abschluss 1951 und der Promotion bei Donald O. Hebb 1954. Er war 1954 bis 1957 Research Fellow in Physiologie an der Medical School der University of Oregon, 1957/58 Lecturer in Psychologie am University College London und 1958/59 an der Universität Pisa. 1959 bis 1963 war er Associate Professor am Massachusetts Institute of Technology, wo seine Zusammenarbeit mit Patrick David Wall begann. Ab 1963 war er Professor für Psychologie an der McGill University. Ab 1970 war er Direktor für Schmerzforschung an der späteren Schmerzklinik des Montreal General Hospital, die er 1974 mit dem Leiter der Neurochirurgie Joseph Stratford gründete (der medizinischer Direktor der Schmerzklinik wurde). Dies war die erste Schmerzklinik in Kanada.
1975 entwickelte er den McGill Pain Questionnaire (McGill Pain Index).
Mit Patrick David Wall führte er 1965 die Gate-Control-Theory der Schmerzentstehung ein. Eine wichtige Anregung dabei war das Buch des niederländischen Neurochirurgen Willem Noordenbos, wonach es einen Unterdrückungs- und Filterungsmechanismus der ständig anfallenden afferenten Reize zum Gehirn gibt (multisynaptisches afferentes System, MAS), wobei A{\displaystyle \partial }-Fasern die schmerzleitenden C-Fasern unterdrücken. In der Gate-Control-Theory gibt es im Rückenmark ein Tor (gate), in dem beide Fasern zusammenlaufen und aufeinander einwirken. Die Schmerzreize können über die C-Fasern zum Gehirn durchgeleitet werden, aber auch durch andere Sinnesreize oder psychisches Einwirkung über die A{\displaystyle \partial }-Fasern geblockt werden. Die Theorie setzte sich nach einer anfangs eher negativen Aufnahme in wesentlichen Punkten durch.
Mit Wall ist er Herausgeber eines englischsprachigen Standardwerks über Schmerzen und eines populärwissenschaftlichen Buchs über Schmerzen. Er untersuchte auch Phantomschmerzen, stressinduzierte Analgesie und entwickelte die Theorie der Neuromatrix, wonach jeder Mensch ein genetisch bestimmtes neuronales Netzwerk hat, das das Körperempfinden bestimmt, aber auch Phantomschmerzen und chronische Schmerzen verursachen kann.
Nach Melzack gibt es zwei Arten von Schmerzen: plötzlichen kurz anhaltenden Schmerz, die über das von Melzack lateral genannte System vermittelt werden und im Hirnstamm an einer Seite des zentralen Kerns übertragen werden, und lang anhaltende (zum Beispiel chronische) Schmerzen, die im (nach Melzack) medialen System übertragen werden (im Zentrum des Hirnstamms).
1984 bis 1987 war er Präsident der International Association for the Study of Pain (IASP), die er 1973 mit gründete. Er war Fellow der Royal Society of Canada, erhielt den Order of Canada (1995) und den National Order of Quebec (2000). 2009 wurde Melzack in die Canadian Medical Hall of Fame aufgenommen. 2010 erhielt er den Grawemeyer Award in Psychologie der University of Louisville, 2001 den Killam Prize und 1994 den Prix du Québec.
Zu seinen Doktoranden gehört der Nobelpreisträger John O’Keefe.

## Schriften (Auswahl)
- Das Rätsel des Schmerzes, Hippokrates Verlag 1978 (Übersetzung von: The puzzle of pain)
- mit Patrick David Wall: The Challenge of Pain, Penguin 1982, 2. Auflage 1989
- mit P. D. Wall (Herausgeber): The Textbook of Pain, Churchill Livingstone 1983, 4. Auflage 1999, 5. Auflage 2005 (als Stephen B. MacMahon, Martin Koltzenburg (Hrsg.), Wall and Melzack's Textbook of Pain)
- mit Wall:  Handbook of Pain Management: A Clinical Companion to Textbook of Pain, Churchill Livingstone 2003